# Otto-Peter Obermeier
Otto-Peter Obermeier (* 1941 in Zürich) ist ein Tierarzt und Philosoph.

## Biographie
Obermeier promovierte 1970 in Tiermedizin an der Ludwig-Maximilians-Universität München mit einer Arbeit über das synthetische radioaktive Isotop Cobalt-60 in Hähnen. 1979 promovierte er in Philosophie an der Universität Augsburg über die „Reichweite“ von Karl Poppers kritischem Rationalismus. 1985 habilitierte er an derselben Universität mit einer Arbeit über „Niklas Luhmanns Theoriekonzeptionen“.
Obermeier war Geschäftsleitungsmitglied der Gerling Akademie für Risikoforschung in Zürich, Privatdozent für Philosophie an der Universität Augsburg und lehrte Politische Theorie an der Hochschule für Politik München. Er ist Honorarprofessor für Philosophie am Humboldt-Studienzentrum der Universität Ulm. Er war Gastprofessor im In- und Ausland und ist Mitherausgeber der Zeitschrift Der blaue Reiter.

## Schriften (Auswahl)
- Untersuchungen über Resorption, Verteilungsmuster und Exkretion von Co60 bei Hähnen. Dissertation. Ludwig-Maximilians-Universität München, 1970. OCLC 251674810
- Poppers “Kritischer Rationalismus”: eine Auseinandersetzung über die Reichweite seiner Philosophie. Dissertation, Universität Augsburg 1979. München: Ernst Vogel, 1980. ISBN 9783920896618
- Zweck, Funktion, System: kritisch konstruktive Untersuchung zu Niklas Luhmanns Theoriekonzeptionen. Habilitationsschrift, Universität Augsburg 1985. Freiburg im Breisgau: K. Alber, 1988. ISBN 9783495476307
- Die Kunst der Risikokommunikation über Risiko, Kommunikation und Themenmanagement. München: Gerling-Akademie-Verlag, München 1999. ISBN 9783932425196
- Moralisch fühlen, gierig handeln? zur Aktualität von Adam Smiths "Theorie der moralischen Gefühle. Hannover: Der blaue Reiter, Hannover 2019. ISBN 9783933722652